# 友邦香港大樓

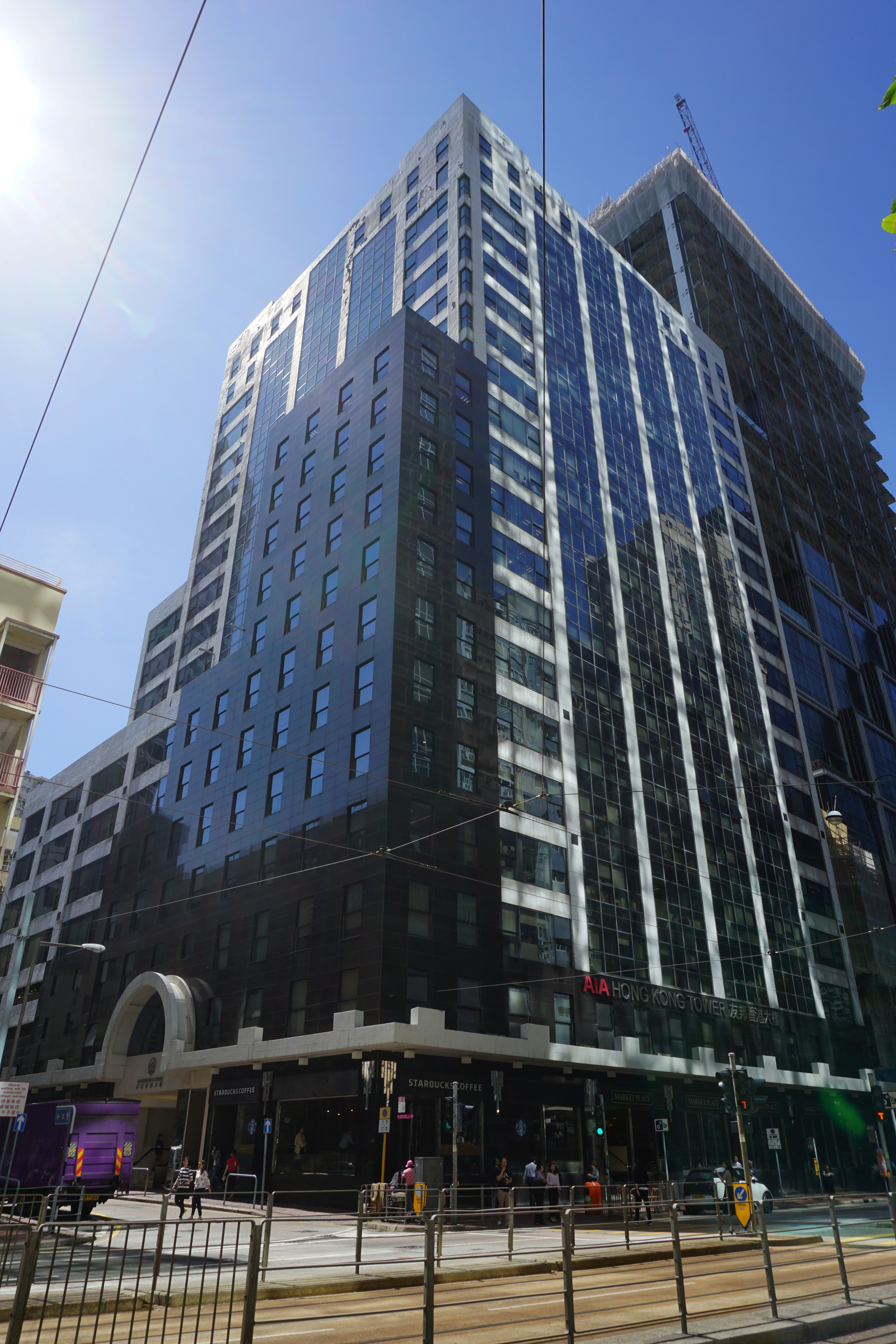
友邦香港大樓及北面地舖

友邦香港大樓（英語：AIA Hong Kong Tower）曾是香港一座商業大廈，位于鰂魚涌英皇道734號（入口設於模範里），樓高20層，於2025年3月底關閉，現正進行重建工程。

## 歷史
友邦香港大樓原名是樂基中心，發展商是恒隆地產，早於1965年入伙，屬舊式辦公大樓，七姊妹郵政局亦座落於此。
直至1989年恆隆決定重修大廈，七姊妹郵政局遷往隔鄰的模範邨（面向英皇道），大樓外牆亦翻新至現貌。
2012年10月，友邦保險以24億港元向恒隆地產收購樂基中心。2013年，樂基中心易名為友邦香港大樓。友邦保險把友邦香港大樓其中十二層用作員工辦公室。

## 重建
2025年3月，有報道指寫字樓及地面商店陸續遷出。該大樓將重建為樓高29層的甲級商廈，總樓面約30萬平方呎，並於同年4月隨著所有租戶遷出後展開拆卸工程。

## 圖片

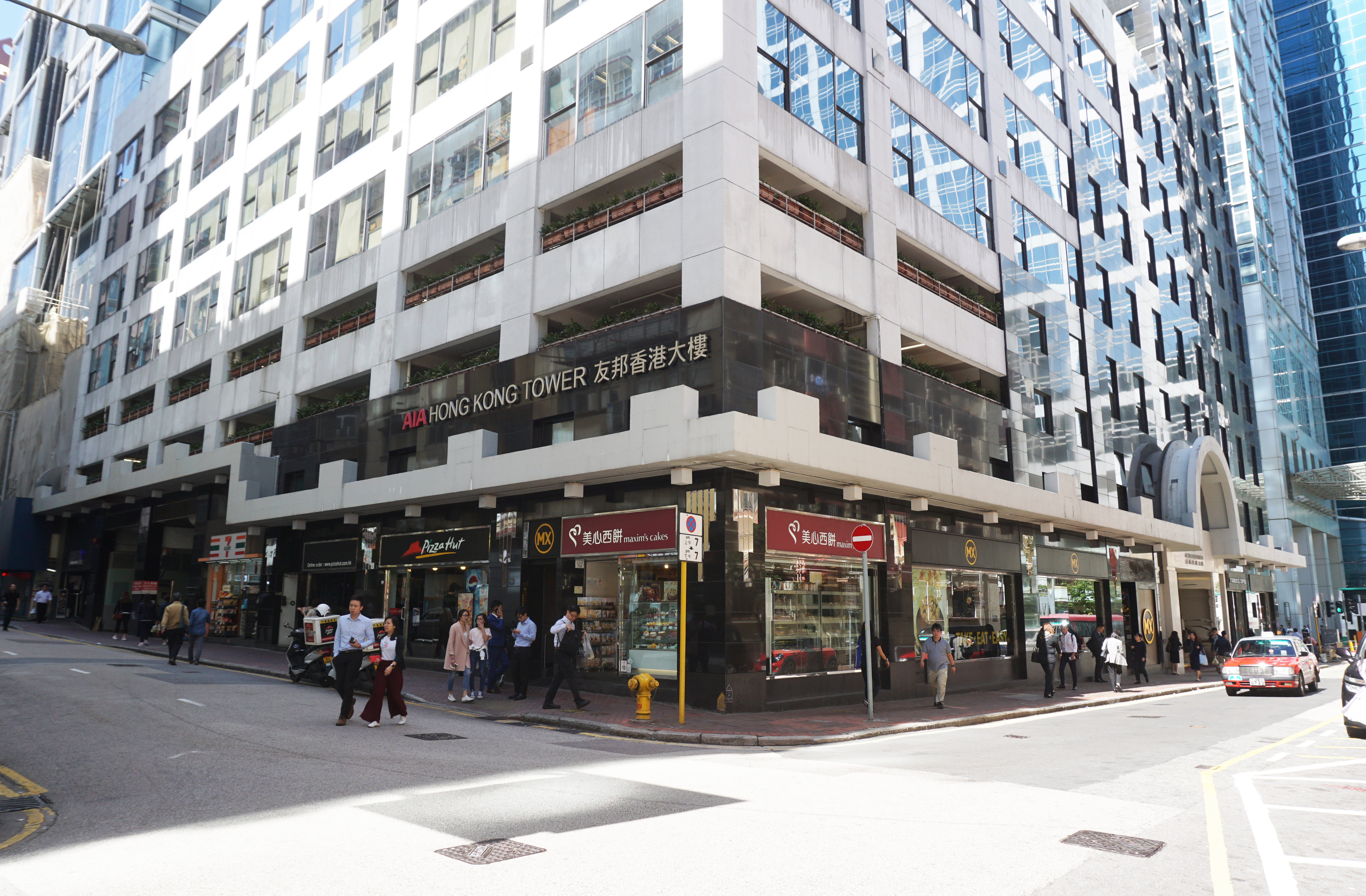
南面地舖

## 外部連結
维基共享资源上的相關多媒體資源：友邦香港大樓